# Быстрый обратный квадратный корень

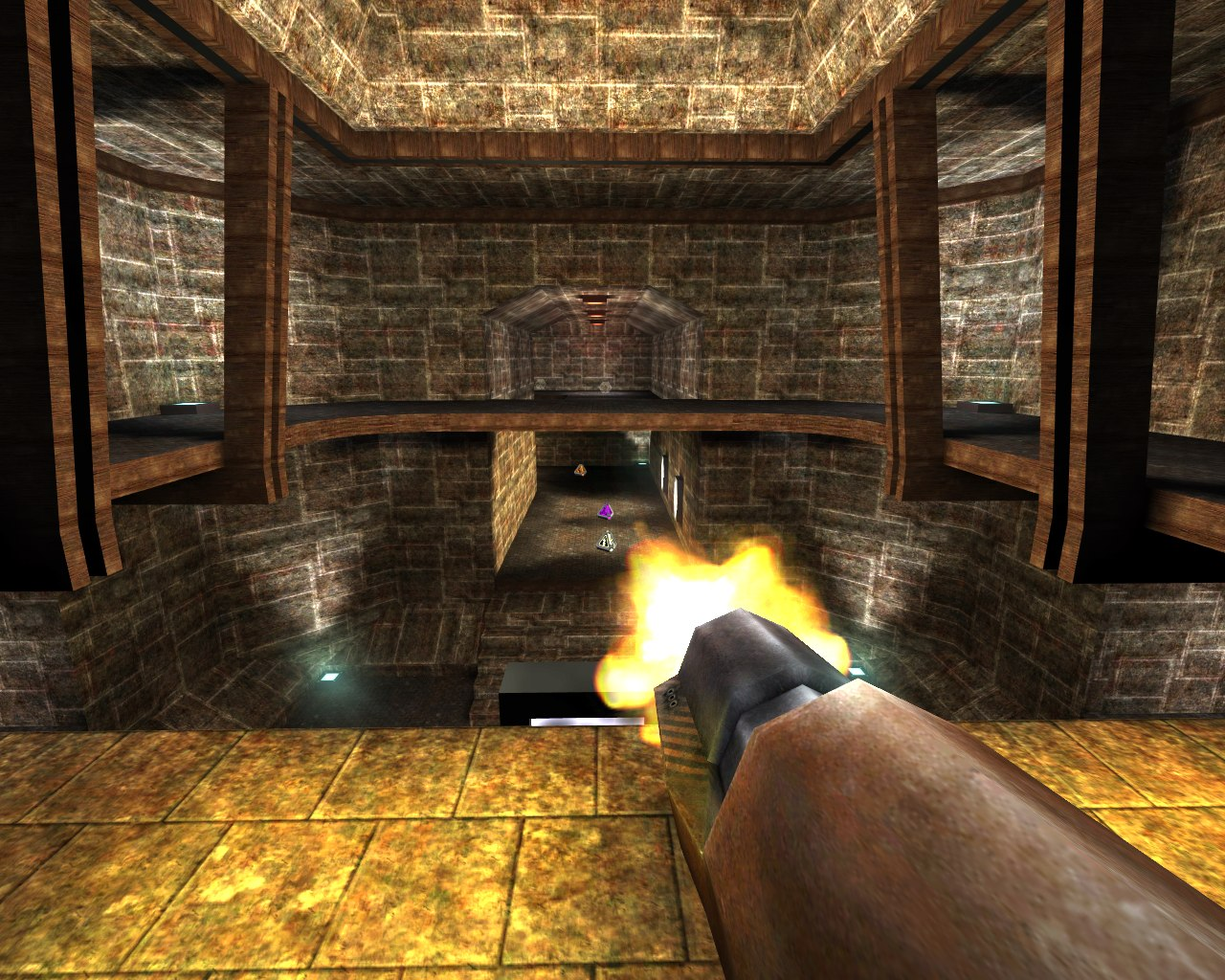
При расчёте освещения OpenArena (свободный порт Quake III: Arena) вычисляет углы падения и отражения через быстрый обратный квадратный корень. Обратите внимание на кожух оружия — при очень низкой детализации (8 четырёхугольников) игра делает вид, что он криволинейный.

Бы́стрый обра́тный квадра́тный ко́рень (также быстрый InvSqrt() или 0x5F3759DF по используемой «магической» константе) — приближённый алгоритм вычисления обратного квадратного корня {\displaystyle y={\frac {1}{\sqrt {x}}}} для положительных 32-битных чисел с плавающей запятой. Алгоритм использует целочисленные операции «вычесть» и «битовый сдвиг», а также дробные «вычесть» и «умножить» — без медленных операций «разделить» и «квадратный корень». Несмотря на «хакерство» на битовом уровне, приближение монотонно и непрерывно: близкие аргументы дают близкий результат. Точности (менее 0,2 % в меньшую сторону и никогда — в большую) не хватает для настоящих численных расчётов и даже для нормирования матриц поворота в трёхмерной графике, однако вполне достаточно для маловажных эффектов вроде освещения и теней.
Алгоритм стал широко известен благодаря реализации в компьютерной игре Quake III Arena, в своё время налаживавшей красивое освещение даже полупрограммно, без использования Transform & Lighting.

## Мотивация

Поле нормалей: а) для призмы (угловатый объект); б) для низкополигонального цилиндра (сглаженный объект)

«Прямое» наложение освещения на трёхмерную модель, даже высокополигональную, даже с учётом закона Ламберта и других сложных формул отражения и рассеивания, сразу же выдаст полигональный вид — зритель увидит разницу в освещении по рёбрам многогранника. Иногда так и нужно — если предмет действительно угловатый. А для криволинейных предметов поступают так: в трёхмерной программе указывают, острое ребро или сглаженное. В зависимости от этого ещё при экспорте модели по углам треугольников вычисляют нормаль единичной длины к криволинейной поверхности. При анимации и поворотах игра преобразует эти нормали вместе с остальными трёхмерными данными; при наложении освещения — интерполирует по всему треугольнику и нормализует (доводит до единичной длины).
Чтобы нормализовать вектор, надо разделить все три его компонента на длину. Или, что лучше, умножить их на величину, обратную длине: {\displaystyle (x',y',z')=(x,y,z){\frac {1}{\sqrt {x^{2}+y^{2}+z^{2}}}}}. За секунду для отрисовки кадра в реальном времени должны проводиться миллионы таких вычислений. До того, как было создано специальное аппаратное обеспечение для обработки трансформаций и освещения, программное обеспечение вычислений могло быть медленным. В частности, в начале 1990-х большинство вычислений с плавающей запятой отставало по производительности от операций с целыми числами.

## Алгоритм
Алгоритм принимает 32-битное число с плавающей запятой (одинарной точности в формате IEEE 754) в качестве исходных данных и производит над ним следующие операции:
1. Трактуя 32-битное дробное число как целое, провести операцию y0 = 5F3759DF16 − (x >> 1), где >> — битовый сдвиг вправо. Результат снова трактуется как 32-битное дробное число.
2. Для уточнения можно провести одну итерацию метода Ньютона: y₁ = y₀(1,5 − 0,5xy₀²).

Реализация алгоритма в том виде, в котором он был впервые опубликован в исходном коде Quake III:
```
float
 
Q_rsqrt
(
 
float
 
number
 
)

{

	
long
 
i
;

	
float
 
x2
,
 
y
;

	
const
 
float
 
threehalfs
 
=
 
1.5F
;

	
x2
 
=
 
number
 
*
 
0.5F
;

	
y
  
=
 
number
;

	
i
  
=
 
*
 
(
 
long
 
*
 
)
 
&
y
;
                       
// страшное дробное хакерство на битовом уровне

	
i
  
=
 
0x5f3759df
 
-
 
(
 
i
 
>>
 
1
 
);
               
// что за чёрт?

	
y
  
=
 
*
 
(
 
float
 
*
 
)
 
&
i
;

	
y
  
=
 
y
 
*
 
(
 
threehalfs
 
-
 
(
 
x2
 
*
 
y
 
*
 
y
 
)
 
);
   
// 1-я итерация

//	y  = y * ( threehalfs - ( x2 * y * y ) );   // 2-я итерация, можно убрать

	
return
 
y
;

}

```

Эта реализация ориентирована на 32-битную архитектуру процессоров x86, в которой размеры float и long одинаковы и равны 4 байтам. Корректная по меркам современного Си реализация, с учётом возможных оптимизаций и кроссплатформенности:
```
#include
 
<stdint.h>

float
 
Q_rsqrt
(
 
float
 
number
 
)

{
	

	
const
 
float
 
x2
 
=
 
number
 
*
 
0.5F
;

	
const
 
float
 
threehalfs
 
=
 
1.5F
;

	
union
 
{

		
float
 
f
;

		
uint32_t
 
i
;

	
}
 
conv
 
=
 
{
number
};
 
// такая инициализация присвоит поле «f»

	
conv
.
i
 
=
 
0x5f3759df
 
-
 
(
 
conv
.
i
 
>>
 
1
 
);

	
conv
.
f
 
*=
 
threehalfs
 
-
 
x2
 
*
 
conv
.
f
 
*
 
conv
.
f
;

	
return
 
conv
.
f
;

}

```

В C++ для устранения неопределённого поведения при преобразовании числа с плавающей запятой в целочисленное алгоритм можно реализовать следующим образом (используются возможности стандартов C++20 и C++23):
```
import
 
std
;

constexpr
 
std
::
float32_t
 
Q_rsqrt
(
std
::
float32_t
 
number
)
 
noexcept

{

  
const
 
auto
 
y
 
=
 
std
::
bit_cast
<
std
::
float32_t
>
(

    
0x5f3759df
 
-
 
(
std
::
bit_cast
<
std
::
uint32_t
>
(
number
)
 
>>
 
1
));

  
return
 
y
 
*
 
(
1.5f
32
 
-
 
(
number
 
*
 
0.5f
32
 
*
 
y
 
*
 
y
));

}

```

## История
Саму идею приближения дробного числа целым для вычисления {\displaystyle {\sqrt {x}}} придумали Уильям Кэхэн и К. Ын в 1986. До этой идеи добрались Грег Уолш, Клив Моулер и Гэри Таролли, работавшие тогда в Ardent Computer. Грегу Уолшу и приписывается знаменитая константа 0x5F3759DF.
Таролли, перешедший в 3dfx, принёс алгоритм туда, где он и применялся для расчёта углов падения и отражения света в трёхмерной графике. Джим Блинн, специалист по 3D-графике, переизобрёл метод в 1997 году с более простой константой 1,5. Более сложный табличный метод, который считает до 4 знаков (0,01 %), найден при дизассемблировании игры Interstate ’76 (1997).
Однако данный метод не появлялся на общедоступных форумах, таких как Usenet, до 2002—2003-х годов. Метод обнаружили в Quake III: Arena, опубликованном в 2005, и приписали авторство Джону Кармаку. Тот предположил, что его в id Software принёс Майкл Абраш, специалист по графике, или Терье Матисен, специалист по ассемблеру; другие ссылались на Брайана Хука, выходца из 3dfx. Изучение вопроса показало, что код имел более глубокие корни как в аппаратной, так и в программной сферах компьютерной графики. Исправления и изменения производились как Silicon Graphics, так и 3dfx Interactive, при этом самая ранняя известная версия написана Гэри Таролли для SGI Indigo.
Приближённый обратный корень не раз реализовывали аппаратно: pfrsqrt (AMD 3DNow!, 1998), rsqrtss (Intel SSE, 1999), последний значительно точнее, 0,01 %. А функция Transform & Lighting (на ПК — nVidia GeForce 256, 1999) перенесла расчёт освещения на видеоадаптер. Так что программистам на ПК уже с 2000-х годов алгоритм не нужен. Тем не менее, он остаётся полезным в проектах для встраиваемых систем или систем с ограниченными ресурсами.

## Анализ и погрешность

### Преобразование «дробное ↔ целое»
Битовое представление 4-байтового дробного числа в формате IEEE 754 выглядит так:
| Знак | Знак    | Знак    | Знак    | Знак    |         |         |         |         |          |          |          |          |          |          |          |          |          |          |          |          |          |          |          |          |          |          |          |          |          |          |          |                                                   |
|      | Порядок | Порядок | Порядок | Порядок | Порядок | Порядок | Порядок | Порядок | Мантисса | Мантисса | Мантисса | Мантисса | Мантисса | Мантисса | Мантисса | Мантисса | Мантисса | Мантисса | Мантисса | Мантисса | Мантисса | Мантисса | Мантисса | Мантисса | Мантисса | Мантисса | Мантисса | Мантисса | Мантисса | Мантисса | Мантисса |                                                   |
| 0    | 0       | 1       | 1       | 1       | 1       | 1       | 0       | 0       | 0        | 1        | 0        | 0        | 0        | 0        | 0        | 0        | 0        | 0        | 0        | 0        | 0        | 0        | 0        | 0        | 0        | 0        | 0        | 0        | 0        | 0        | 0        | {\displaystyle =(1+2^{-2})\cdot 2^{-3}=0{,}15625} |
| ---- | ------- | ------- | ------- | ------- | ------- | ------- | ------- | ------- | -------- | -------- | -------- | -------- | -------- | -------- | -------- | -------- | -------- | -------- | -------- | -------- | -------- | -------- | -------- | -------- | -------- | -------- | -------- | -------- | -------- | -------- | -------- | ------------------------------------------------- |
| 31   | 31      | 31      | 31      | 24      | 24      | 24      | 24      | 23      | 23       | 23       | 23       | 16       | 16       | 16       | 16       | 15       | 15       | 15       | 15       | 8        | 8        | 8        | 8        | 7        | 7        | 7        | 7        | 0        | 0        | 0        | 0        |                                                   |

Имеем дело только с положительными числами (знаковый бит равен нулю), не денормализованными, не ∞ и не NaN. Такие числа в стандартном виде записываются как 1,mmmm2·2e. Часть 1,mmmm называется мантиссой, e — порядком. Головную единицу не хранят (неявная единица), так что величину 0,mmmm назовём явной частью мантиссы. Кроме того, у машинных дробных чисел смещённый порядок: 20 записывается как 011.1111.12.
На положительных числах биекция «дробное ↔ целое» (ниже обозначенная как {\displaystyle I_{x}}) непрерывна как кусочно-линейная функция и монотонна. Отсюда сразу же можно заявить, что быстрый обратный корень, как комбинация непрерывных функций, непрерывен. А первая его часть — сдвиг-вычитание — к тому же монотонна и кусочно-линейна. Биекция сложна, но почти «бесплатна»: в зависимости от архитектуры процессора и соглашений вызова, нужно или ничего не делать, или переместить число из дробного регистра в целочисленный.
В примере выше целочисленное представление равняется 0x3E20.0000, и оно раскладывается так: знаковое поле 0, смещённый порядок 011.1110.02=124, несмещённый 124−127=−3, мантисса (вместе с неявной единицей) 1,012=1,25, и дробное значение 1,25·2−3=0,15625.
Обозначим {\displaystyle m_{x}\in [0,1)} явную часть мантиссы числа {\displaystyle x}, {\displaystyle e_{x}\in \mathbb {Z} } — несмещённый порядок, {\displaystyle L=2^{23}} — разрядность мантиссы, {\displaystyle B=127} — смещение порядка. Число {\displaystyle x\equiv 2^{e_{x}}(1+m_{x})} будет иметь целочисленное представление {\displaystyle I_{x}\equiv L(e_{x}+B+m_{x})}. Можно выписать и обратное преобразование: {\displaystyle e_{x}=\left\lfloor {\tfrac {I_{x}}{L}}-B\right\rfloor }, {\displaystyle m_{x}=\left\{{\tfrac {I_{x}}{L}}\right\}}.

### Первое приближение

. Приведены крайние случаи — σ = 0 и 0,086.

Поскольку {\displaystyle \log _{2}1=0} и {\displaystyle \log _{2}2=1}, нелинейную функцию «логарифм» можно приблизить линейной {\displaystyle \log _{2}(1+m_{x})\approx m_{x}+\sigma }, где {\displaystyle \sigma } — параметр, используемый для настройки точности приближения. Этот параметр варьируется от 0 (формула точна при {\displaystyle m_{x}=0} и {\displaystyle 1}) до 0,086 (точна в одной точке, {\displaystyle m_{x}=0{,}443}).
Аргумент {\displaystyle x}, записанный в линейно-логарифмической разрядной сетке компьютерных дробных, можно приблизить логарифмической сеткой как {\displaystyle \log _{2}x\equiv e_{x}+\log _{2}(1+m_{x})\approx e_{x}+m_{x}+\sigma }. Перегруппируем {\displaystyle e_{x}+m_{x}\approx \log _{2}x-\sigma }, тогда целочисленное представление числа {\displaystyle x} можно приблизить как
{\displaystyle I_{x}\equiv L(e_{x}+B+m_{x})\approx L\log _{2}x+L(B-\sigma )}
Соответственно, {\displaystyle L\log _{2}x\approx I_{x}-L(B-\sigma )}. 1️⃣
Проделаем это же для {\displaystyle y={\tfrac {1}{\sqrt {x}}}} (соответственно {\displaystyle \log _{2}y=-{\tfrac {1}{2}}\log _{2}x})
{\displaystyle -{\tfrac {1}{2}}L\log _{2}x\approx I_{y}-L(B-\sigma )} 2️⃣
Соединив 1️⃣ и 2️⃣, получаем
{\displaystyle -{\tfrac {1}{2}}[I_{x}-L(B-\sigma )]\approx I_{y}-L(B-\sigma )}
{\displaystyle y\approx I^{-1}\left[{\tfrac {3}{2}}L(B-\sigma )-{\tfrac {1}{2}}I_{x}\right]\equiv I^{-1}\left(Q-{\tfrac {1}{2}}I_{x}\right)}
Это и есть формула первого приближения.

### Магическая константаQ
Магическая константа {\displaystyle Q\equiv {\tfrac {3}{2}}L(B-\sigma )} находится в пространстве компьютерных целых, но её дробное представление {\displaystyle I^{-1}(Q)} также важно для исследователей. Несмещённый порядок при B=127 и имеющихся ограничениях на σ:
{\displaystyle e_{Q}=\left\lfloor {\tfrac {Q}{L}}-B\right\rfloor =\left\lfloor {\tfrac {3L}{2L}}(B-\sigma )-B\right\rfloor =\left\lfloor {\tfrac {B-3\sigma }{2}}\right\rfloor =63}.
Смещение порядка B нечётное, и полная мантисса числа {\displaystyle I^{-1}(Q)} равняется
{\displaystyle c\equiv 1+m_{Q}=1+\left\{{\tfrac {Q}{L}}\right\}=1+0{,}5-{\tfrac {3}{2}}\sigma \in (1{,}37;1{,}5}),
а в двоичной записи — 0|101.1111.0|011… (1 — неявная единица; 0,5 пришли из {\displaystyle {\tfrac {3B}{2}}}; маленькая единица соответствует диапазону [1,375; 1,5) и потому крайне вероятна, но не гарантирована нашими прикидочными расчётами.)

Первое (кусочно-линейное) приближение быстрого обратного квадратного корня (c = 1,43)

Через константу c можно вычислить, чему равняется первое кусочно-линейное приближение (в источнике используется не сама мантисса, а её явная часть {\displaystyle m_{Q}\equiv t=c-1}):
- Для {\displaystyle x\in [0{,}5;\;c-0{,}5)}: {\displaystyle y_{01}=-x+t+{\tfrac {3}{2}}=-x+c+{\tfrac {1}{2}}};
- Для {\displaystyle x\in [c-0{,}5;\;1)}: {\displaystyle y_{02}=-{\tfrac {1}{2}}x+{\tfrac {1}{2}}t+{\tfrac {5}{4}}=-{\tfrac {1}{2}}x+{\tfrac {1}{2}}c+{\tfrac {3}{4}}};
- Для {\displaystyle x\in [1;\;2)}: {\displaystyle y_{03}=-{\tfrac {1}{4}}x+{\tfrac {1}{2}}t+1=-{\tfrac {1}{4}}x+{\tfrac {1}{2}}c+{\tfrac {1}{2}}}.

На бо́льших или меньших {\displaystyle x} результат пропорционально меняется: при учетверении {\displaystyle x} результат уменьшается ровно вдвое.

### Метод Ньютона
Метод Ньютона даёт {\displaystyle f(y)={\frac {1}{y^{2}}}-x}, {\displaystyle f'(y)=-{\frac {2}{y^{3}}}}, и {\displaystyle y_{n+1}=y_{n}-{\frac {f(y_{n})}{f'(y_{n})}}={\frac {y_{n}(3-xy_{n}^{2})}{2}}=y_{n}(1{,}5-0{,}5\,xy_{n}^{2})}. Функция {\displaystyle f(y)} убывает и выпукла вниз, на таких функциях метод Ньютона подбирается к истинному значению слева — потому алгоритм всегда занижает ответ.
После одного шага метода Ньютона результат получается довольно точный (+0 % −0,18 %), что для целей компьютерной графики более чем подходит (1⁄256 ≈ 0,39 %). Такая погрешность сохраняется на всём диапазоне нормированных дробных чисел. Два шага дают точность в 5 цифр, после четырёх достигается погрешность double.
Метод Ньютона может испортить монотонность. Однако как компьютерный перебор, так и аналитические выкладки говорят, что монотонность остаётся.
Существуют аналогичные алгоритмы для других степеней, например, квадратного или кубического корня.

## Дальнейшие улучшения
При желании можно перебалансировать погрешность, умножив коэффициенты 1,5 и 0,5 на 1,0009, чтобы метод давал симметрично ±0,09 % — так поступили в игре Interstate ’76, которая также делает итерацию метода Ньютона.
Константа Уолша 0x5F3759DF ↔ 1,4324301·263 оказалась очень хорошей. Крис Ломонт и Мэттью Робертсон незначительно уменьшили предельную относительную погрешность, отыскав перебором константу 0x5F375A86 ↔ 1,4324500·263, а для double — 0x5FE6EB50C7B537A9. Правда, для double алгоритм бессмысленный (не даёт выигрыша в точности по сравнению с float). Константу Ломонта удалось получить и аналитически (c = 1,432450084790142642179), но расчёты довольно сложны. Крайний случай — константа Блинна 1,5 — даёт без перебалансировок и улучшений около −0,6 %.
Чех Ян Ка́длец двоичным поиском, а затем перебором в окрестности найденного улучшил алгоритм. Его метод даёт в 1,3 раза меньшую симметричную погрешность — не ±0,09 %, а ±0,065.
```
float
 
inv_sqrt
(
float
 
x
)

{
 
union
 
{
 
float
 
f
;
 
uint32
 
u
;
 
}
 
y
 
=
 
{
x
};

  
y
.
u
 
=
 
0x5F1FFFF9ul
 
-
 
(
y
.
u
 
>>
 
1
);

  
return
 
0.703952253f
 
*
 
y
.
f
 
*
 
(
2.38924456f
 
-
 
x
 
*
 
y
.
f
 
*
 
y
.
f
);

}

```

Вместо метода Ньютона можно использовать метод Галлея, в данной задаче эквивалентный методу Ньютона для уравнения {\displaystyle f(y)={\frac {1}{y^{1/2}}}-xy^{3/2}=0}. Он точнее одного шага метода Ньютона, но не дотягивает до двух и требует деление:
{\displaystyle y_{n+1}=y_{n}-{\frac {f(y_{n})}{f'(y_{n})}}=y_{n}\left({\frac {3+xy_{n}^{2}}{1+3xy_{n}^{2}}}\right),}
где {\displaystyle xy_{n}^{2}} нужно рассчитать всего один раз и сохранить во временной переменой.
Предложено необычное улучшение нулевого (без метода Ньютона) приближения: вычислить два обратных корня четвёртой степени с разными константами и перемножить их как дробные.

## Комментарии
1. 1 2 3  Здесь и далее точки — границы полубайтов, вертикальные линии — границы полей компьютерного дробного.
2. ↑  Здесь и далее ≡ означает «равно по определению».
3. ↑  Здесь стрелка ↔ означает объяснённую выше биекцию двоичного представления целого числа и двоичного представления числа с плавающей запятой в формате IEEE 754.
4. 1 2  Неинтуитивное округление теоретического c=1,432450084… до 1,4324500 на самом деле двойное: сначала к ближайшему двоичному (0x3FB75A86 ≈ 1,432450056), а потом к самому круглому десятичному — единица младшего разряда равняется 1,19·10−7, и 1,19⁄2 > 0,56, так что 1,43245 — самое круглое, преобразующееся в 0x3FB75A86.